# Medijana (općina)
Medijana (općina) (ćirilično: Градска општина Медијана) je gradska općina Niša u Nišavskom okrugu u Srbiji. 

## Stanovništvo
Prema popisu stanovništva iz 2002. godine općina je imala 87.405 stanovnika,

## Administrativna podjela
Općina Medijana podjeljena je na dio grada Niša i naselje Brzi Brod.
Mjesne zajednice;
- Medijan
- Ćele kula
- Božidar Adžija
- Mija Stanimirović
- Filip Kljajić
- Braće Tasković
- Čair
- Obilićev vijenac
- Duško Radović

## Vanjske poveznice
- Službena stranica općine